# 川本徳三
川本 徳三（かわもと とくぞう、1934年10月24日 - ）は、広島県広島市出身の元プロ野球選手（投手）。

## 来歴・人物
基町高校では1951年、2年生エースとして広島県大会でチーム初のベスト4まで進出した。この年に広島カープ後援会が川本に目を付け、左投手不足のチーム事情もあって、広島に入団させるため勧誘した。高校2年生と言うこともあって何度も入団を拒否していたが、3年次の1952年には自宅近くで電器店を営む後援会役員に石本秀一監督の所へ連れて行かれた。尾道西高グラウンドの紅白戦に呼ばれ、前年の県大会で投げ合い、すでに広島へ入団していた大田垣喜夫の投げている姿を見た。石本から「入ってやってみんか」と言われ、開幕6日前の1952年3月15日、ついに入団を決意した。
1年目の同年は8月27日の巨人戦（長野松本）で先発の杉浦竜太郎が立ち上がりに打たれ、2回からリリーフ、後を0封して認められた。当時の巨人打線は千葉茂、川上哲治、青田昇、与那嶺要、宇野光雄という強力打線であり、この時の好投で自信を掴んだ。2年目の1953年には5月26日の巨人戦（福井）で中尾碩志、別所毅彦と投げ合って初勝利。エース長谷川良平が8月初めに足首を捻挫して約1ヶ月戦列離脱し、カープは重大なピンチに見舞われたが、川本の左腕が冴えて同月に4勝して危機を救った。この年、カープは球団創立4年目で初めて4位になり、川本も自己最多の7勝を挙げた。身長173cmと小柄であったが、ストレートは指が短かったためにナチュラルに変化するクセ球で、捕手泣かせも効果的であった。定評のあるキレのいいカーブ、シュート、プロに入って習得したスクリューとシンカーが武器であり、特にスクリューは左腕特有の落ちて逃げる球で得意であった。投球する時に舌を出す癖と童顔から、人気キャラメルの名前に因んで「ミルキー」の愛称で親しまれ、巨人戦には強い投手であった。1958年引退。
引退後の1959年、広島の初代スコアラーに就任。数字に明るく几帳面な性格からスコアラー転身後に打球のコース、球質を加味して分類、集計する独自の個人別スコアシートを考案。親会社・東洋工業の電算室と協力して1年間の選手データを分析、科学的な検討を加えた画期的な守備体系を編み出した。白石勝巳監督に進言して、1964年5月5日の巨人戦（後楽園）で初めて王シフトを実現した。1966年から1967年は一軍投手コーチを務め、安仁屋宗八を育てた。退団後は広島市中央卸売市場に隣接するスーパーの配送センターに勤務した。

## 詳細情報

### 年度別投手成績
| 年 度     | 球 団     | 登 板 | 先 発 | 完 投 | 完 封 | 無 四 球 | 勝 利 | 敗 戦 | セ 丨 ブ | ホ 丨 ル ド | 勝 率 | 打 者 | 投 球 回 | 被 安 打 | 被 本 塁 打 | 与 四 球 | 敬 遠 | 与 死 球 | 奪 三 振 | 暴 投 | ボ 丨 ク | 失 点 | 自 責 点 | 防 御 率 | W H I P |
| --------- | --------- | ----- | ----- | ----- | ----- | -------- | ----- | ----- | -------- | ----------- | ----- | ----- | -------- | -------- | ----------- | -------- | ----- | -------- | -------- | ----- | -------- | ----- | -------- | -------- | ------- |
| 1952      | 広島      | 11    | 2     | 0     | 0     | 0        | 0     | 2     | --       | --          | .000  | 86    | 16.0     | 29       | 4           | 11       | --    | 1        | 3        | 0     | 0        | 17    | 13       | 7.31     | 2.50    |
| 1953      | 広島      | 31    | 20    | 6     | 0     | 1        | 7     | 11    | --       | --          | .389  | 689   | 157.2    | 161      | 7           | 76       | --    | 2        | 41       | 1     | 0        | 79    | 68       | 3.87     | 1.50    |
| 1954      | 広島      | 23    | 14    | 6     | 1     | 0        | 4     | 7     | --       | --          | .364  | 472   | 101.1    | 130      | 14          | 44       | --    | 2        | 37       | 3     | 0        | 84    | 72       | 6.35     | 1.72    |
| 1955      | 広島      | 4     | 0     | 0     | 0     | 0        | 0     | 0     | --       | --          | ----  | 56    | 13.0     | 11       | 2           | 7        | 0     | 1        | 2        | 0     | 0        | 9     | 8        | 5.54     | 1.38    |
| 1956      | 広島      | 18    | 6     | 2     | 1     | 1        | 1     | 4     | --       | --          | .200  | 216   | 52.1     | 53       | 3           | 15       | 0     | 0        | 13       | 1     | 0        | 23    | 18       | 3.06     | 1.30    |
| 1957      | 広島      | 40    | 20    | 2     | 0     | 1        | 4     | 9     | --       | --          | .308  | 631   | 155.2    | 125      | 10          | 60       | 0     | 1        | 61       | 0     | 0        | 61    | 53       | 3.06     | 1.19    |
| 1958      | 広島      | 33    | 6     | 0     | 0     | 0        | 3     | 3     | --       | --          | .500  | 342   | 79.2     | 76       | 4           | 39       | 3     | 1        | 28       | 3     | 0        | 39    | 34       | 3.83     | 1.44    |
| 通算：7年 | 通算：7年 | 160   | 68    | 16    | 2     | 3        | 19    | 36    | --       | --          | .345  | 2492  | 575.2    | 585      | 44          | 252      | 3     | 8        | 185      | 8     | 0        | 312   | 266      | 4.16     | 1.45    |

### 背番号
- 36（1952年）
- 22（1953年 - 1958年）
- 62（1966年 - 1967年）